# Walid Makled
Walid Makled García (Tinaco, Cojedes, Venezuela, 6 de junio de 1969) alias "El Turco" o "El Árabe" es un empresario venezolano de origen sirio. Dedicado entre los años 2000 y 2004 a la venta de electrodomésticos, en 2002, gracias a una de sus empresas de transporte ayudó a contrarrestar el paro nacional en contra del gobierno de Chávez. De ahí paso exponencialmente a controlar almacenes y muelles de carga en Puerto Cabello, obtuvo derechos para controlar y distribuir urea en Venezuela, producto químico de uso y manejo delicado. En 2004 la DEA intervino uno de sus depósitos que contenía narcóticos, pero el caso fue cerrado en el año 2005 al ser expulsado la DEA de Venezuela. El inicio de su carrera criminal ocurrió con el robo de camiones en complicidad con los servicios de seguridad y oficiales de gobierno.  Está relacionado con el narcotráfico y llegó a ser dueño de la aerolínea Aeropostal, una de las más grandes del país, empresas Transgar, empresa aduanera y de transporte terrestre así como la concesión del puerto de Puerto Cabello, el cual el mismo reconoció haberlo obtenido gracias a sobornos realizados a altos funcionarios de gobierno, entre ellos Luis Felipe Acosta Carlez, gobernador del Estado Carabobo en ese momento,también ha señalado que le pagó US$100.000 al hermano del ministro de Interior y Justicia, Tareck El Aissami, a Eladio Aponte Aponte, exmagistrado venezolano y el Almirante Carlos Aniasi Turchio. La DEA lo relacionan a Makled con el hallazgo de más de cinco toneladas de cocaína en un avión que aterrizó en Ciudad del Carmen, México, en 2006, y que presuntamente partió cargado del aeropuerto de Maiquetía, en Venezuela.
En noviembre de 2008, fueron incautados 392 kilos de cocaína de alta pureza en una de las haciendas de la familia de Walid Makled en el estado Carabobo, tres de sus hermanos fueron arrestados. Walid logró huir pero en 2010 fue arrestado por las autoridades colombianas.
Capturado en Colombia en agosto de 2010 , fue extraditado a Venezuela en mayo de 2011 por estar implicado en casos de narcotráfico y lavado de dinero, estaba considerado como uno de los 5 narcotraficantes más buscados del mundo. En una entrevista a la cadena Univisión, Walid Makled aseguró haber amasado una fortuna superior a los 1.200 millones de dólares, gracias a los negocios que hizo mediante sobornos a generales de la Fuerza Armada y funcionarios del gobierno venezolano.  

## Captura de su abogado
El abogado de Walid, Rafael Blanco fue capturado el 13 de septiembre de 2012 en Valencia, Carabobo, por una presunta vinculación con el uso de una orden judicial falsa. Blanco, fue declarado culpable y condenado a 25 años.

## Condena
El 10 de febrero de 2015, se condenó a Walid Makled a una pena de 14 años y 6 meses de prisión por los delitos de tráfico ilícito de sustancias estupefacientes y psicotrópicas y legitimación de capitales. El 16 de agosto de 2019 se ratificó su condena de 14 años y 6 meses de prisión, y su pena fue aumentada a 21 años. 